# Scottish Football Association

Logo der SFA bis 30. November 2012

Die Scottish Football Association (Scots Scots Fitba Association, Schottisch-gälisch Comann Ball-coise na h-Alba; SFA), auch bekannt als Scottish FA, ist der führende Fußballverband in Schottland.
Die Scottish Football Association sitzt im International Football Association Board, das für die Spielregeln verantwortlich ist. Die SFA ist auch Mitglied der FIFA und Gründungsmitglied der UEFA. Der Sitz der SFA befindet sich im Hampden Park in Glasgow. Außerdem befindet sich dort auch das Scottish Football Museum.
Die Scottish Football Association ist verantwortlich für den Betrieb der schottischen Fußballnationalmannschaft, den jährlichen Scottish Cup und verschiedene andere Aufgaben, die für das Funktionieren des Spiels in Schottland wichtig sind.

## Geschichte
Die SFA wurde am 21. März 1873 gemäß einem Treffen in Dewar’s Hotel in Glasgow, das acht Tage vorher stattfand, gegründet. Die acht Gründungsvereine waren die folgenden (* noch existent, Stand 2025):
- 3rd Lanarkshire Rifle Volunteers
- FC Clydesdale
- FC Dumbreck
- FC Eastern
- FC Granville
- FC Kilmarnock *
- FC Queen’s Park *
- FC Vale of Leven *

## UEFA-Fünfjahreswertung
Platzierung in der UEFA-Fünfjahreswertung:
(in Klammern die Vorjahresplatzierung). Die Kürzel CL, EL und CO hinter den Länderkoeffizienten geben die Anzahl der Vertreter in der Saison 2025/26 der Champions League, der Europa League sowie der Conference League an.
- 09.  (12)  Türkei (Liga, Pokal) – Koeffizient: 38.600 – CL: 2, EL: 2, CO: 1
- 10.  (15)  Tschechien (Liga, Pokal) – Koeffizient: 36.050 – CL: 2, EL: 1, CO: 2
- 11.  (09)  Schottland (Liga, Pokal) – Koeffizient: 36.050 – CL: 2, EL: 2, CO: 1
- 12.  (13)  Schweiz (Liga, Pokal) – Koeffizient: 32.975 – CL: 2, EL: 2, CO: 1
- 13.  (10)  Österreich (Liga, Pokal) – Koeffizient: 32.600 – CL: 2, EL: 1, CO: 2

Stand: Ende der Europapokalsaison 2023/24